# Jafar vender tilbage
Jafar vender tilbage (også kendt som Aladdin 2: Jafar vender tilbage) er en amerikansk direkte-til-video animationsfilm fra 1994 produceret af Walt Disney Pictures og Television. Filmen er en fortsættelse til animationsfilmen Aladdin fra 1992 og fungerer også som pilotepisode i den animerede tv-serie Aladdin. Filmen blev udgivet den 20. maj 1994 i USA, og var Disneys første direkte-til-video animerede tegnefilm, og var ligeledes den første af sin slags i USA.
Til trods for blandede anmeldelser, blev der solgt mere end 15 mio. eksemplarer i USA, og filmen endte med at indtjene omkring 1,8 mia. kroner verdenen over ud fra et budget på omkring 30 mio. kroner, hvilket gjorde den til en de mest indtjenende direkte-til-video-efterfølgere. Filmens succes gjorde at Disney, Universal Pictures og andre filmselskaber efterfølgende fortsatte med at udgive direkte-til-video-film.
Filmen blev i 1996 efterfulgt af animationsfilmen Aladdin og de fyrretyve røvere.

## Plot
Aladdin er ved at tilpasse sig sit nye liv som en del af det øverste lag. Han og prinsesse Jasmin kan ikke gifte sig endnu, men presset fra paladset og samfundet omkring er allerede begyndt. Oven i det dukker papegøjen Jago op og spørger om hjælp, og ingen er glade for at se ham. Men tingene begynder at lyse op, når Genie vender tilbage fra sin tur rundt i verden. I mellemtiden er Jafars sorte lampe opdaget af en skurk kaldt Abis Mal. Ved at bruge Abis Mal, finder Jafar vej tilbage til Agrabah med tanker om hævn overfor Aladdin og hans venner.

## Medvirkende
| Rolle               | Engelsk version   | Dansk version      |
| ------------------- | ----------------- | ------------------ |
| Aladdin             | Scott Weinger     | Søren Launbjerg    |
| Genie               | Dan Castellaneta  | Preben Kristensen  |
| Prinsesse Jasmin    | Linda Larkin      | Ilia Swainson      |
| Jafar               | Jonathan Freeman  | Nis Bank-Mikkelsen |
| Jago                | Gilbert Gottfried | Torben Zeller      |
| Sultanen af Agrabah | Val Bettin        | Ove Sprogøe        |
| Abu                 | Frank Welker      | Frank Welker       |
| Abis Mal            | Jason Alexander   | Lars Thiesgaard    |
| Rasul               | Jim Cummings      | Peter Aude         |
| Peddler             | ?                 | Kurt Ravn          |

Øvrige Stemmer: Peter Zhelder, Vibeke Dueholm